# Kamýk (district de Litoměřice)
Pour les articles homonymes, voir Kamyk.
Kamýk (en allemand : Kamaik) est une commune du district de Litoměřice, dans la région d'Ústí nad Labem, en Tchéquie. Sa population s'élevait à 180 habitants en 2021.

## Géographie
Kamýk se trouve à 5 km au nord-ouest de Litoměřice, à 12 km au sud d'Ústí nad Labem et à 60 km au nord-nord-ouest de Prague.
La commune est limitée par Ústí nad Labem au nord, par Hlinná et Miřejovice à l'est, par Litoměřice, Malíč et Velké Žernoseky au sud, et par Libochovany à l'ouest.

## Histoire
La première mention écrite de la localité date de 1319.

## Patrimoine
Patrimoine religieux

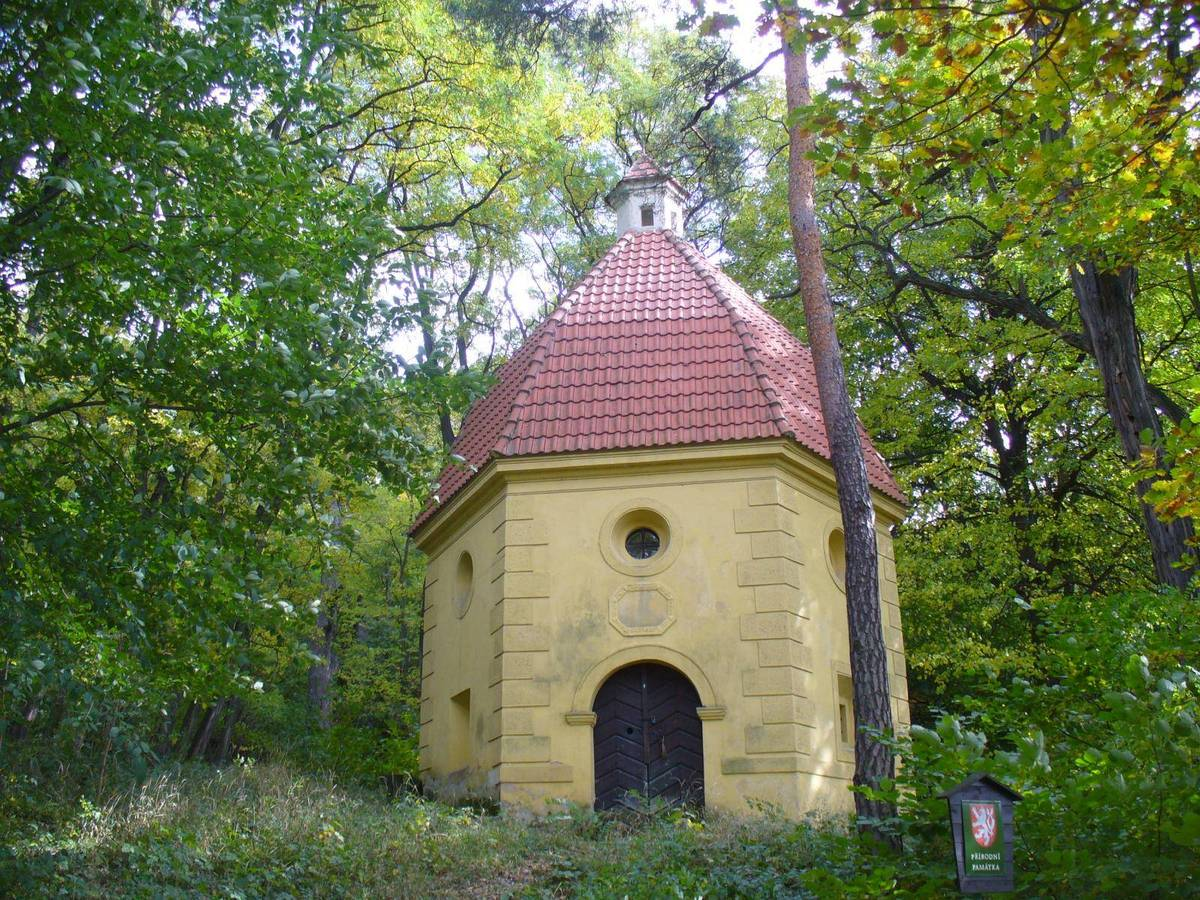
Chapelle de la Nativité de Saint-Jean-Baptiste.
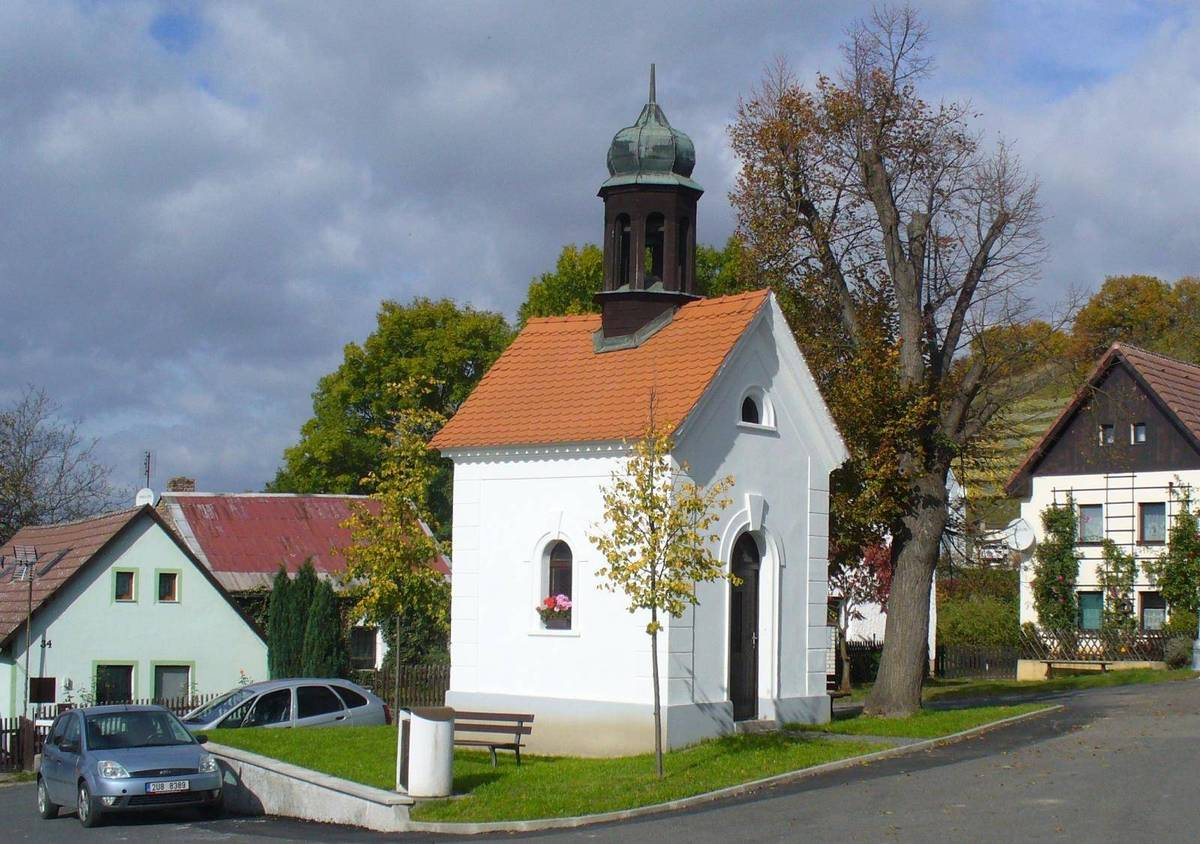
Chapelle à Kamýk.

## Transports
Par la route, Jenčice se trouve à 5 km de Litoměřice, à 19 km d'Ústí nad Labem et à 73 km de Prague.